# Boxtorp

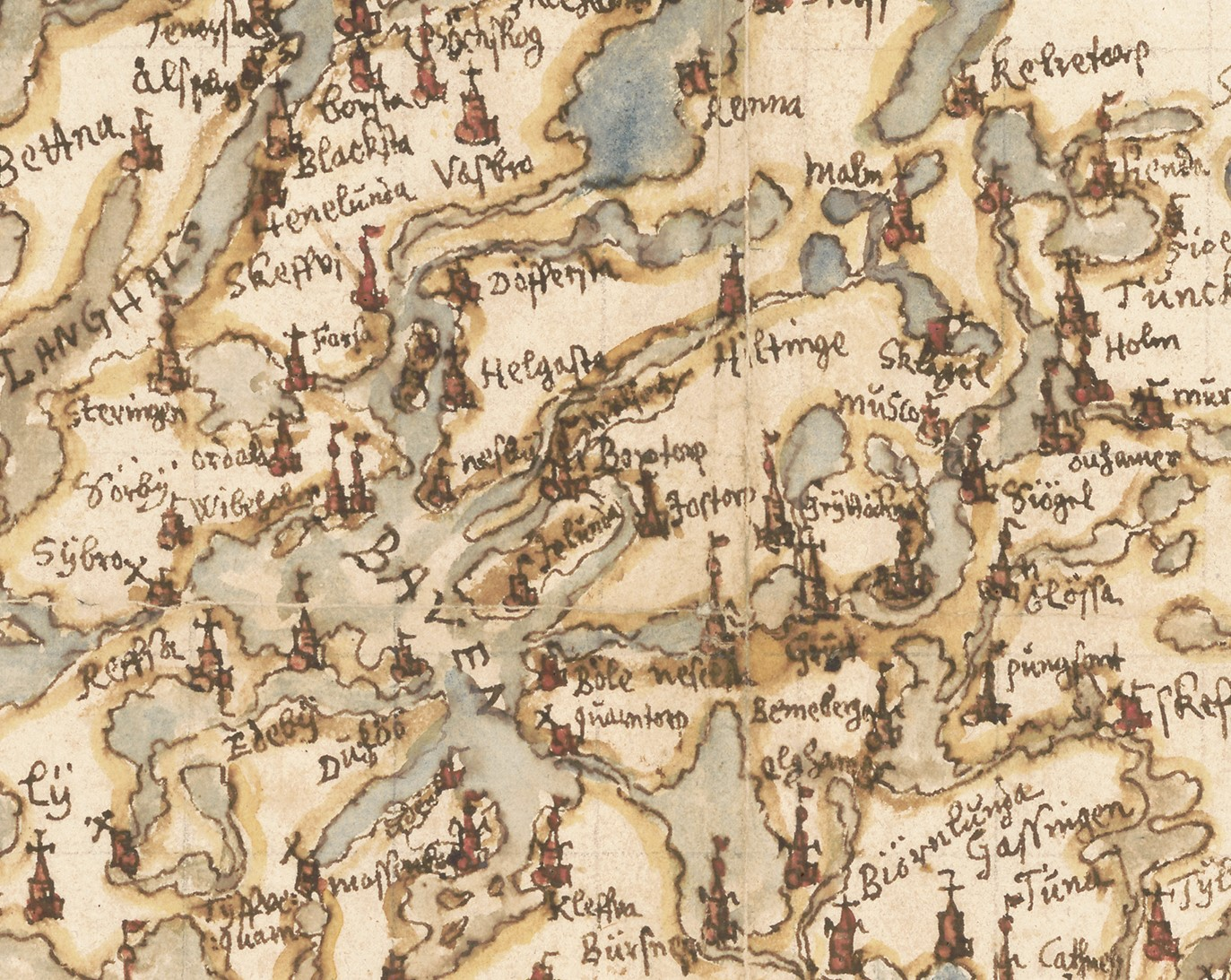
Detalj ur handritad karta över Södermanland från 1625 med Boxtorp och sjön Båven av fortifikatören [https://sok.riksarkivet.se/sbl/Presentation.aspx?id=15839 Georg Günter Kräill von Bemebergh.

Boxtorp är en herrgård och ett tidigare säteri i Gryts socken belägen på en udde i sjön Båven cirka tre kilometer väster om Stjärnhovs samhälle i Gnesta kommun i Södermanlands län.

## Historia

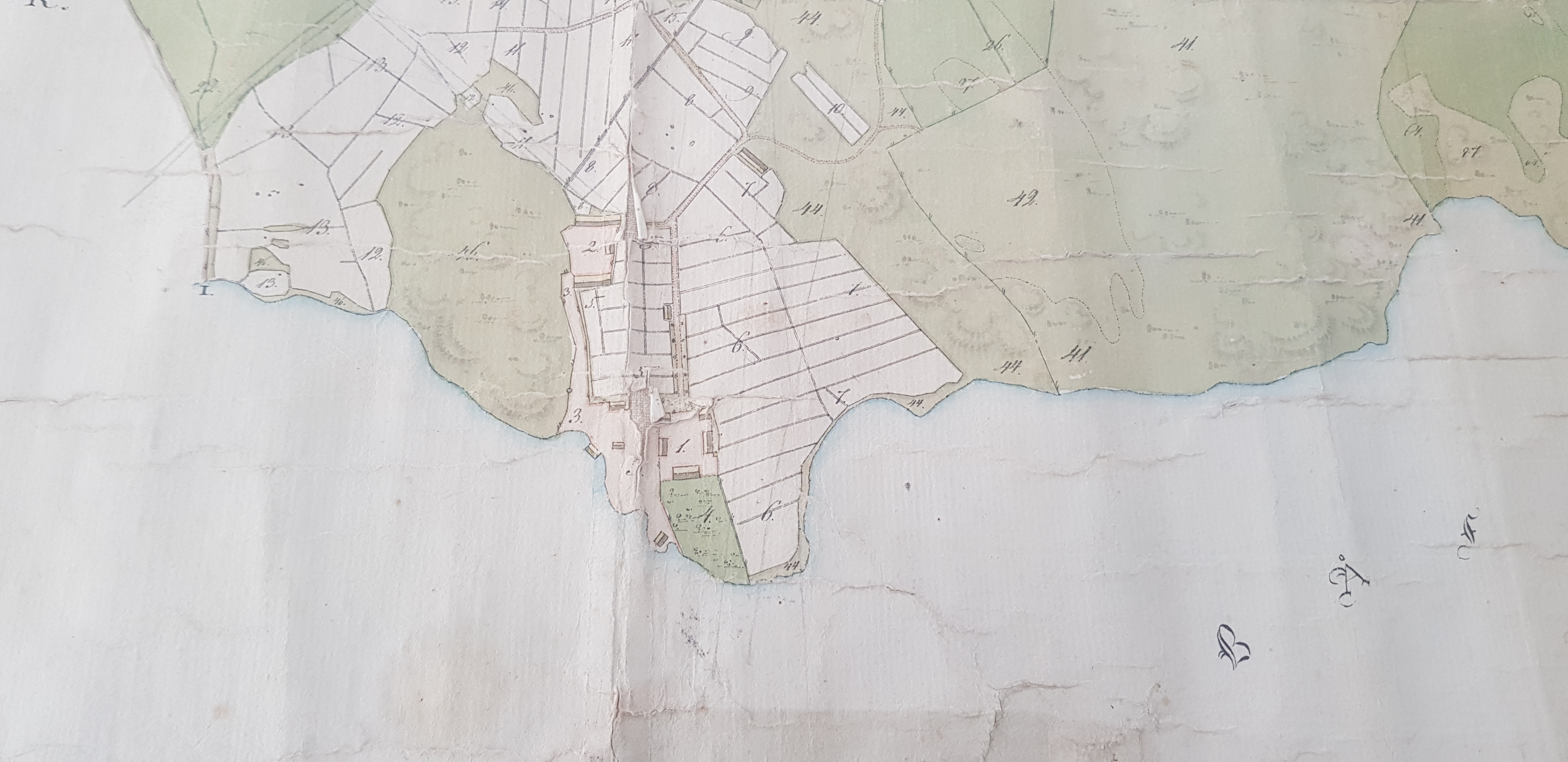
Karta över Boxtorp säteri 1832.

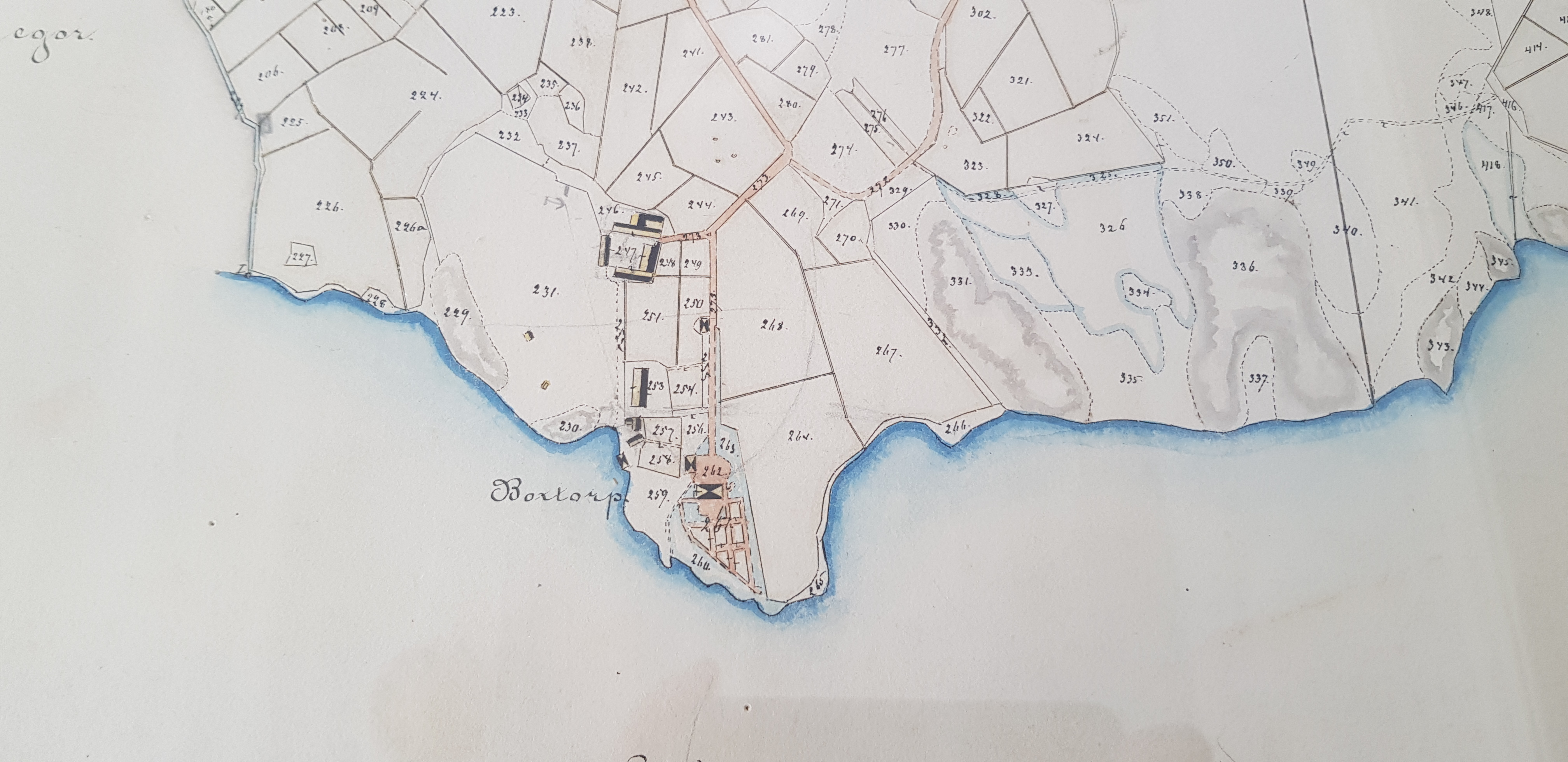
Karta över Boxtorp säteri 1884.

Namnet torde härledas från sjön Båven som tidigare benämndes Bågen och efterleden -torp som betecknar att Boxtorp var en nyodling vid denna sjö. Boxtorp hänföres i 1562 års frälselängd under namnet Bogstorp, som en del av frälsegården Solberga, tillhörande den uppländske adelsmannen Peder Byriellson (Tre Björnramar). Vill man spåra ägarhistoriken före 1562 måste man följa Solbergagårdens historia. 
I ett pergamentbrev daterat den 14 oktober 1381 i Nyköping överlät Ingrid Olofsdotter till Svea rikes drots Bo Jonsson Grip en mängd gårdar däribland Solbergiom i Gryto socken. Efter hans död 1386 tillföll gården sannolikt Vadstena kloster genom testamente. I ett senare dokument daterat den 15 september 1420 genomförde Vadstena kloster (som ägare till Solberga) ett markbyte med en Jon Larsson i Jettna i Gryts socken.

Peder Byriellson (Tre Björnramar) dog den 7 februari 1587. Hans uråldriga begravningsvapen finns uppsatt i Färentuna kyrka. Efter hans död kom Boxtorp under nästan 200 år att innehas av dennes arvingar och ingifta släktingar. Solberga med Boxorp ärvdes av dottern Elin gift med Anders Svensson Rosenquist. 

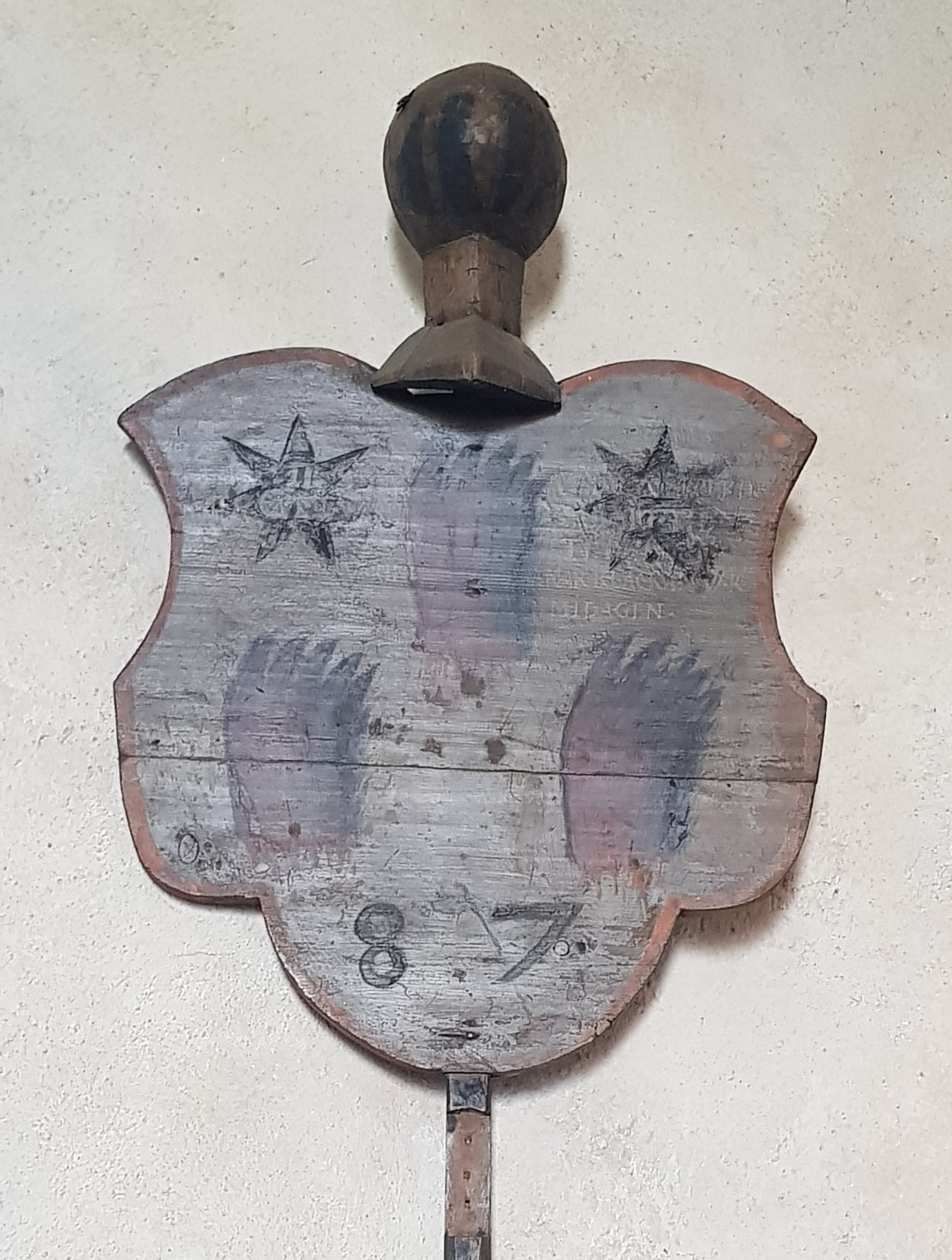
Peder Byriellsons (Tre Björnramar) begravningsvapen från 1587.

Efter Anders Rosenquists död 1627 skiftades Solbergagården och Boxtorp ärvdes av hans dotter Märta gift med Måns Uddesson Örnflycht. De gjorde Boxtorp till sin sätesgård varvid Boxtorp upphöjdes till adligt säteri 1628. Örnflycht härstammade från Granhammars slott i Uppland, som han ärvde några år före sin död 1657. På hans begravningsvapen, som är uppsatt i Västra Ryds kyrka i Uppland står det att "den edle och Wälborne Uddeson Örnflycht på Granhammar och Bockstorp" avled den 19 november 1657.

Efter hans död ärvdes Boxtorp av dottern Sofia gift med Daniel Krigsman, som 1684 överlät egendomen till den ingifte släktingen Zacharias Silfwerbrand gift med Beata Beckersfelt. Deras dotter Gunilla Sofia Silfwerbrand ärvde Boxtorp 1720 varefter gården 1728 övergick till hennes man Anders Grönberg och efter hans död 1769 till deras son Gustav Gottlieb Grönberg. 1772 köptes Boxtorp av friherren Gustaf Ulric Fleetwood ägare till det närbelägna baroniet Jälund. Efter hans död 1782 såldes Boxtorp till Samuel Piehl, tidigare ägare till Herrökna, som 1789 sålde egendomen vidare till generallöjtnanten Adam Ludvig Lewenhaupt. Lewenhaupt upplät Boxtorp till sin bror och lät uppföra en ny huvudbyggnad. Den nya huvudbyggnaden var ett trähus med brutet tak och två mindre flyglar framför huset på vardera sidan om en rak allé. 

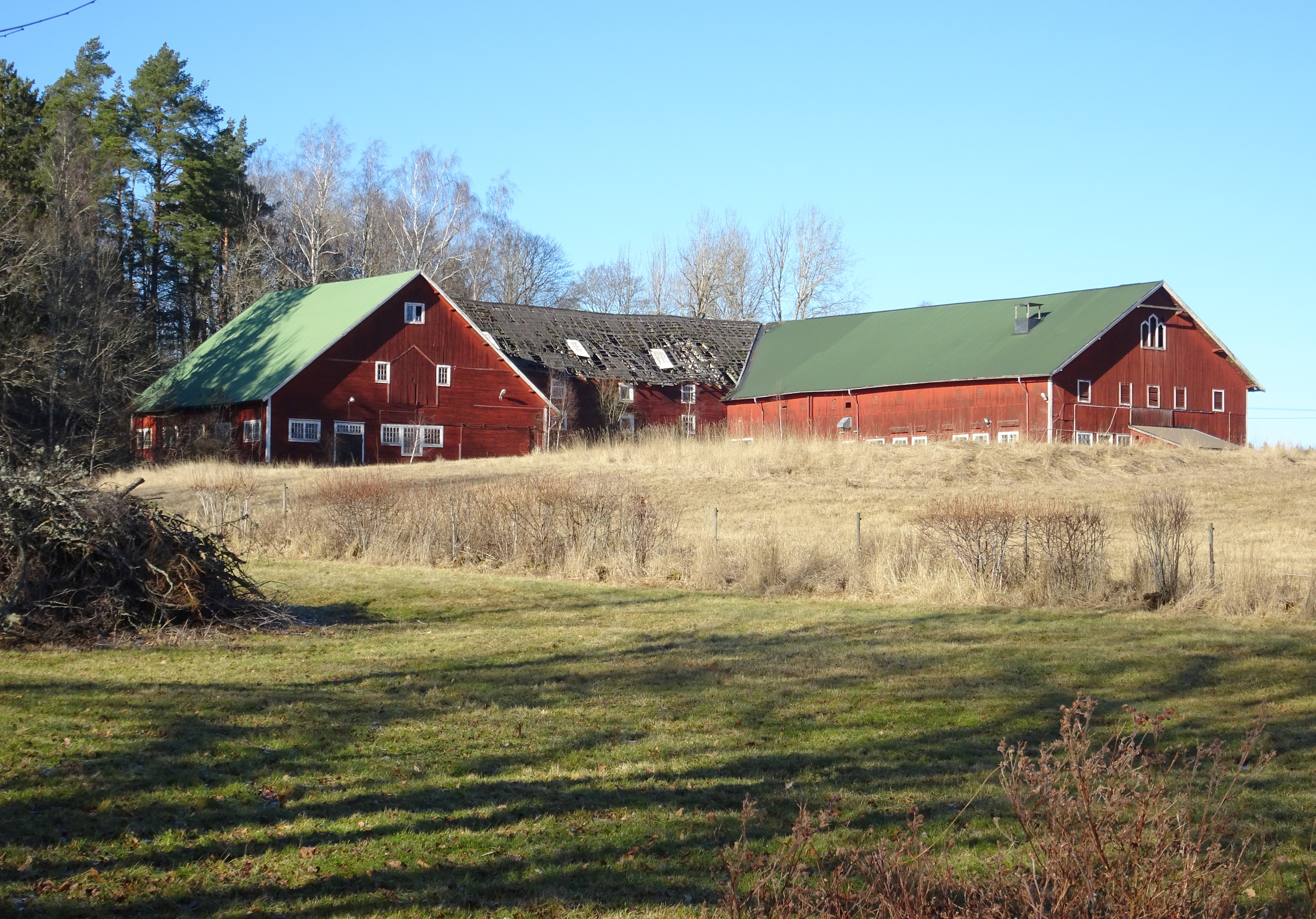
Boxtorp ladugården, 2022.

Efter broderns död säldes Boxtorp 1795 till Anders Lindsfelt. Anders Lindsfelt avled 1817 i arresten till Stockholms slott anklagad för högmålsbrott. Bakgrunden var att han vid ett besök hos sin svåger, kapten Holst på Rockelsta, påstods ha uttalat ett dödshot mot den dåvarande kronprinsen, sedermera Karl XIV Johan. Hans fosterdotter Gustava Hytthon, som bar hans engelska släktnamn (före adlande till Lindsfelt), ärvde Boxtorp. 1826 gifte hon sig med Gustaf Bernhard Tigerschiöld. Familjen Tigerschiöld kom att inneha Boxtorp i ytterligare 50 år. 

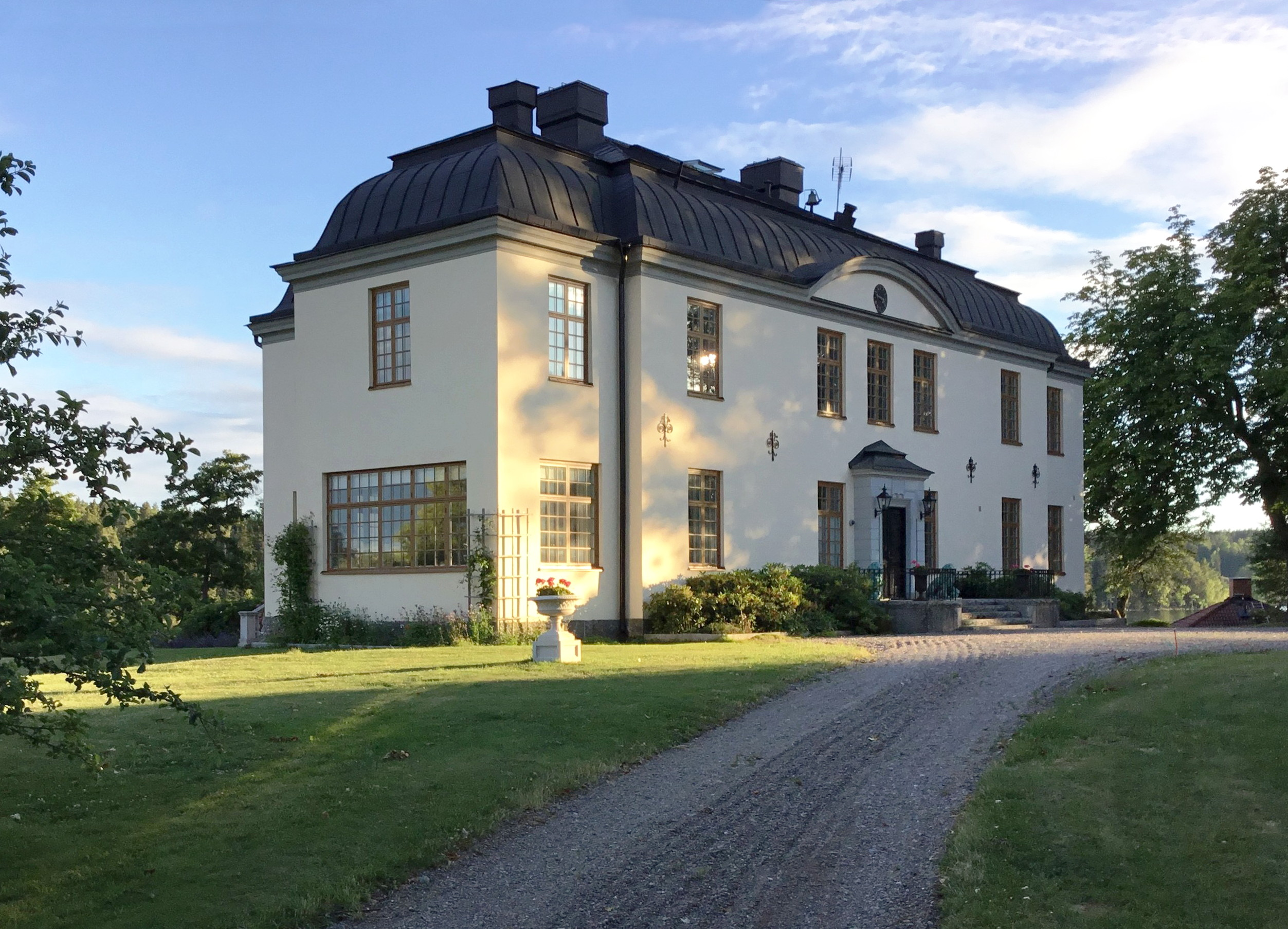
Huvudbyggnadens entrésida, 2018.

Efter Gustava Tigerschiölds död 1876 såldes Boxtorp till C.A. Andersson, som 1902 sålde gården vidare till Carl Wilhelm Rettig. Rettig som tidigare ägt Yxtaholm i Flen, lät riva den gamla huvudbyggnaden och den återstående flygeln för att 1903-1904 uppföra nuvarande  corps de logi i barockstil med två våningar och svängd uppfart. Nya ekonomibyggnader tillkom och parken utvidgades. De två följande ägarna Nils Bake (1911-1915) och Fredrik Lundberg (1915-1919) fortsatte att försköna Boxtorp. Stall och magasin uppfördes 1916, ladugård och loge uppfördes 1902.

### Gårdens vidare öden
År 1919 förvärvades Boxtorp av Stockholms stadsmission för att bedriva pojkhems- och skolverksamhet då Stockholms stadsmissions barnhem flyttade från Stockholms innerstad. Flera nya byggnader kom att uppföras på området såsom elevhem, skolbyggnad och gymnastiksal. Verksamheten kom senare på 1960-talet att övertas av Stockholms läns landsting.  I mitten av 1970-talet lät landstinget stycka av stora delar av jord- och skogsbruksmarken och överlät den i en markbytesaffär. Skolverksamheten övertogs på 1990-talet från landstinget av ett privat bolag. 2008 upphörde skolverksamheten. Boxtorp är numera i privat ägo genom Boxtorp Fastighetsförvaltning AB.

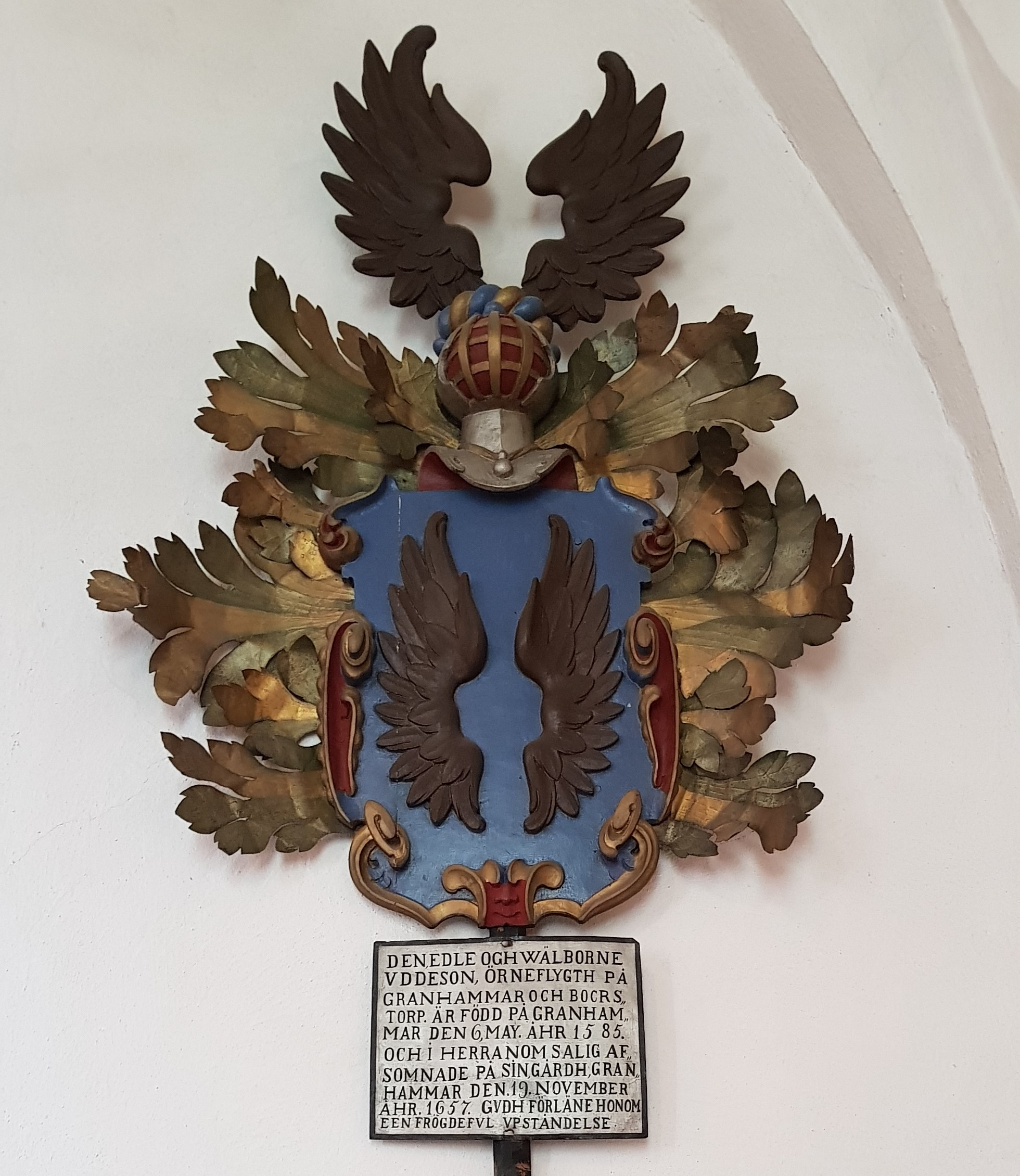
Måns Uddeson Örnflychts begravningsvapen från 1657